# Tê tê đất
Tê tê đất, còn có tên là tê tê khổng lồ, tên khoa học Manis gigantea, là một loài động vật có vú trong họ Manidae, bộ Pholidota. Loài này được Illiger mô tả năm 1815..

## Môi trường sống, phạm vi, và tình trạng bị đe dọa
Tê tê đất sinh sống ở nhiều nước Châu Phi và tập trung nhiều ở Uganda, Tanzania, và tây Kenya. Do phá hủy môi trường và tình trạng phá rừng, cùng với săn bắn như thịt thú rừng, chúng đang bị suy giảm mạnh.

## Hành vi
Tê tê đất, như những loài tê tê khác, đều hoạt động về đêm. Chúng hầu như chỉ ăn kiến và mối. Chúng thường sống đơn độc, mặc dù có trường hợp con trưởng thành dược nhìn thấy sống trong một cái hang với con chưa trưởng thành. Chúng có thể leo cây

## Hình ảnh

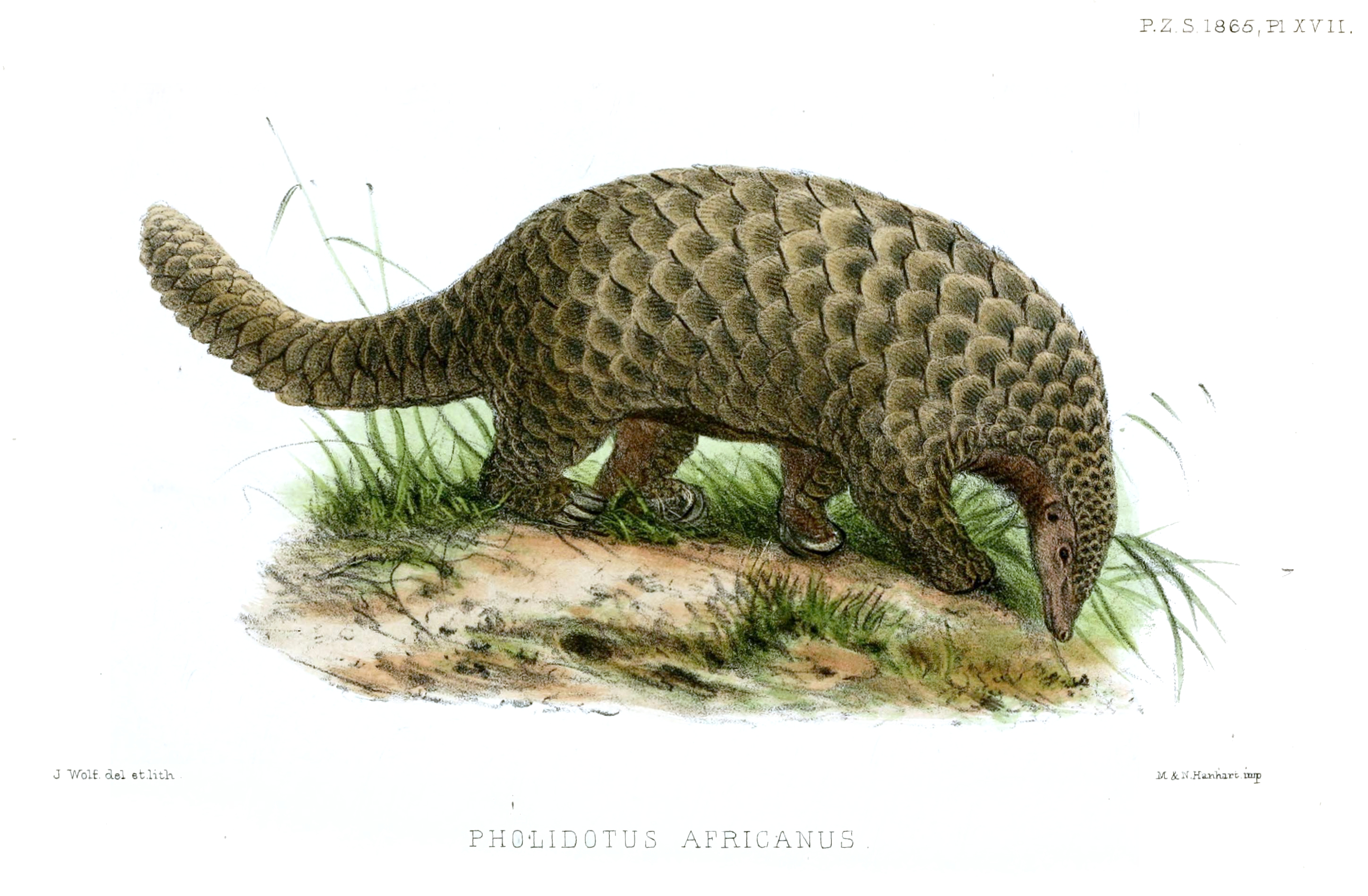
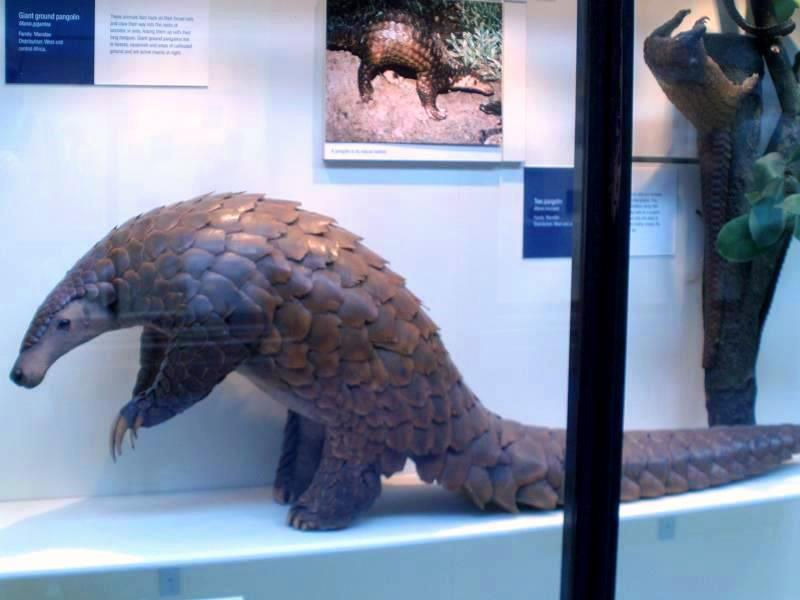
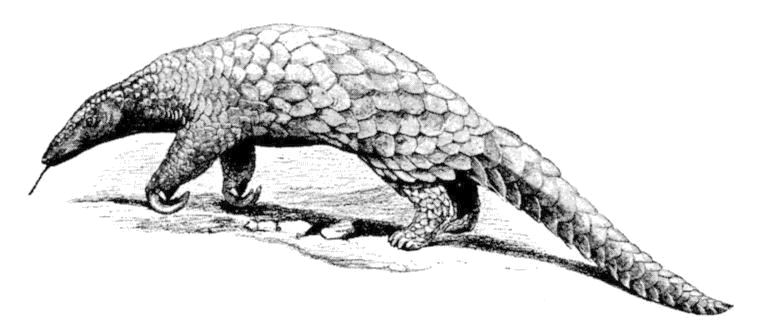
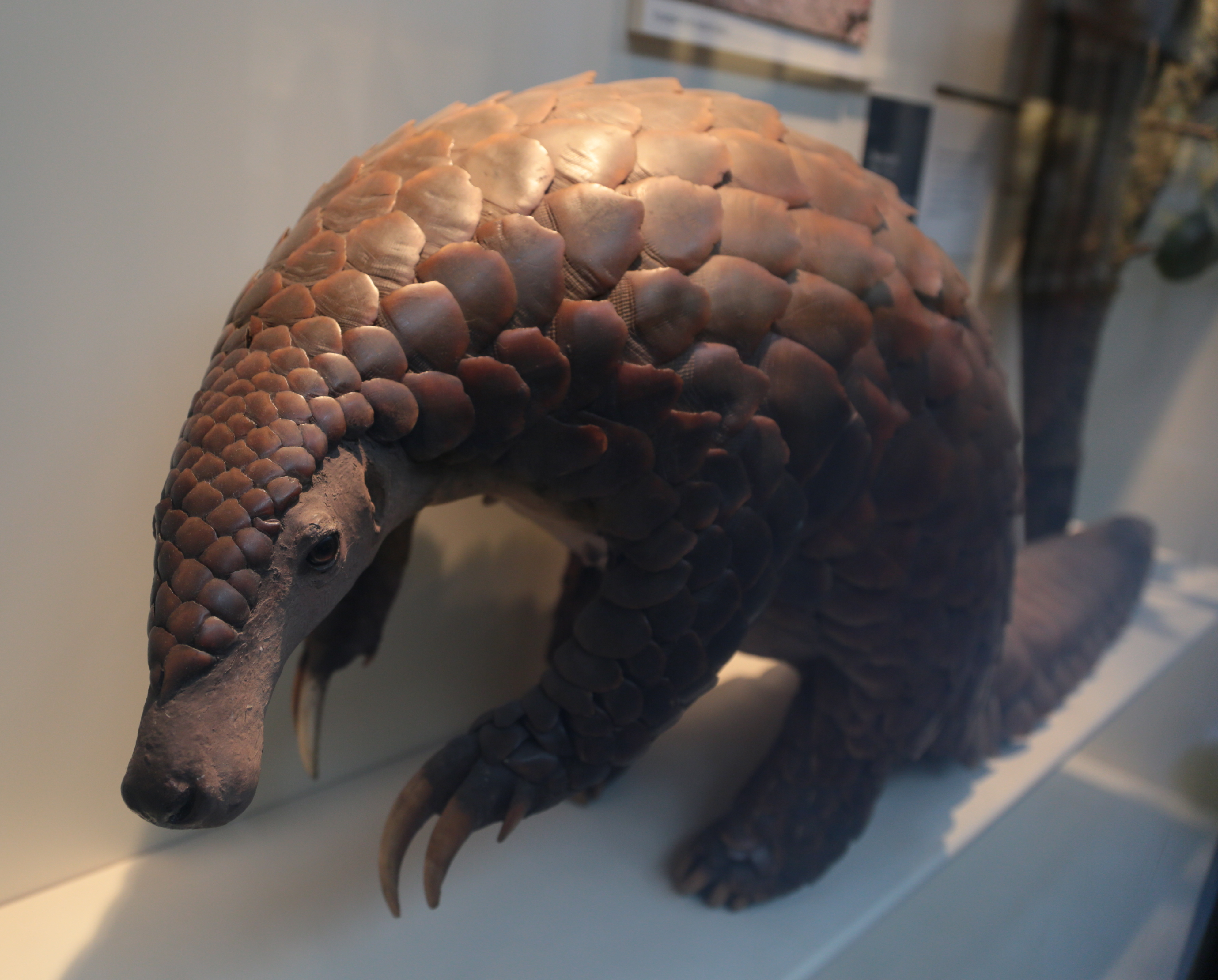